# Asellopsis duboscqui
Asellopsis duboscqui är en kräftdjursart som beskrevs av Albert Monard 1928. Asellopsis duboscqui ingår i släktet Asellopsis och familjen Laophontidae. Inga underarter finns listade i Catalogue of Life.